# Иваковский сельсовет
Иваковский сельсовет (белор. Івакаўскі сельсавет) — административная единица на территории Добрушского района Гомельской области Республики Беларусь. Административный центр — агрогородок Иваки.

## История
Иваковский сельсовет образован в 1966 году.

## Состав
Иваковский сельсовет включает 3 населённых пункта:
- Вербов — посёлок
- Иваки — агрогородок
- Надежда — посёлок